# FADEC
FADEC Full Authority Digital Engine  Control je elektronski sistem za krmiljenje motorja. Večinoma se uporablja za reaktivne motorje, v zadnjem času pa tudi za batne letalske motorje.
Cilj vsakega kontrolnega sistema je najbolj efektivno in varno delovanje motorja v dani situaciji. Bolj zahtevni motorji zahtevajo bolj komplicirano krmiljenje. Na prvih letalih je pilot preko mehanskih povezav do motorja kontroliral moč, vrtilno hitrost, pretok goriva in druge parametre. Motorji so s časom postali bolj komplicirani zato se je pridružil tretji član posadke - letalski inženir.
Prvi Full Authority analogni sistem so uporabili na motorju  Rolls-Royce/Snecma Olympus 593 nadzvočnega Concorde. 
Leta 1968 je Rolls-Royce in Elliot Automation v sodelovanju z National Gas Turbine Establishment razvil digitalni sistem na motorju Rolls-Royce Olympus Mk 320..
V 1970ih so NASA in Pratt and Whitney eksperimentirali s prvim FADEC na letalu F-111 z modificiranim levim motorjem Pratt & Whitney TF30. To je vodilo do prvih FADEC sistemov v vojaškem Pratt & Whitney F100 in civilnem Pratt & Whitney PW2000 in pozneje Pratt & Whitney PW4000. Prvi FADEC v uporabi je bil Pegasus na Harrierju. Čeprav FADEC vsebuje sistem za nadzor motorja (Engine Control Unit - ECU), pa sistem ne omogoča ročnega posega v obratovalne parametre in zato popolna odpoved sistema FADEC pomeni tudi odpoved motorja.

## Delovanje
FADEC spremlja veliko parametrov, kot so npr. gostota zraka, pozicija ročice za moč, temperatura zraka, temperatura pred vstopom v turbino, tlak v motorju, obrati motorja, porabo goriva, pozicijo oddušnikov in druge parametre. Vhodi se analizirajo do 70 krat na sekundo. FADEC lahko nadzira zagon in ponovni zagon motorja v letu. FADEC lahko reagira na nepravilnosti brez človeškega posredovanja.

## Prednosti
- Manjša poraba goriva
- Avtomatska zaščita pred nepravilnimi režimi delovanja
- Pri FADEC je lažje dodati več kanalov (tj. identičnih računalnikov, ki tečejo vzporedno) za povečanje zanesljivosti
- Brezskrbno rokovanje z motorjem, ni možnosti za nepravilne nastavitve
- Polavtomatsko kontroliranje zagona motorja, zaščita pred nekaterimi nepravilnimi zagoni
- Boljša integracija sistema z drugimi letalskimi sistemi
- Diagnosticira stanje motorja
- Zmanjša število parametrov, ki jih mora posadka spremljati
- Omogoča avtomatske reakcije na nepravilne situacije
- Manjša teža

## Slabosti
- FADEC ima polni nadzor nad motorjem, zato uporabnik nima možnosti ročnega posredovanja
- Popolna odpoved sistema pomeni tudi prenehanje delovanja motorja
- Ob totalni okvari FADEC-a ni možnosti za ponovni zagon, nadzor moči in druge funkcije
- Večja kompleksnost sistema